# 热奥夫雷塞
热奥夫雷塞（法語：Géovreisset，法語發音：[ʒeɔvʁɛsɛ]）是法国东部安省的一个市镇，属于楠蒂阿区。

## 地理
热奥夫雷塞（46°15'22"N, 5°37'4"E）面积3.31 平方千米，位于法国奥弗涅-罗讷-阿尔卑斯大区安省，该省份为法国东部省份，北起汝拉省，西北接索恩-卢瓦尔省，西接罗讷省和里昂大都会，南至伊泽尔省，东与萨瓦省、上萨瓦省和瑞士接壤。
与热奥夫雷塞接壤的市镇（或旧市镇、城区）包括：贝利尼亚、格鲁瓦西亚、伊泽诺尔、奥约纳、萨莫尼亚。

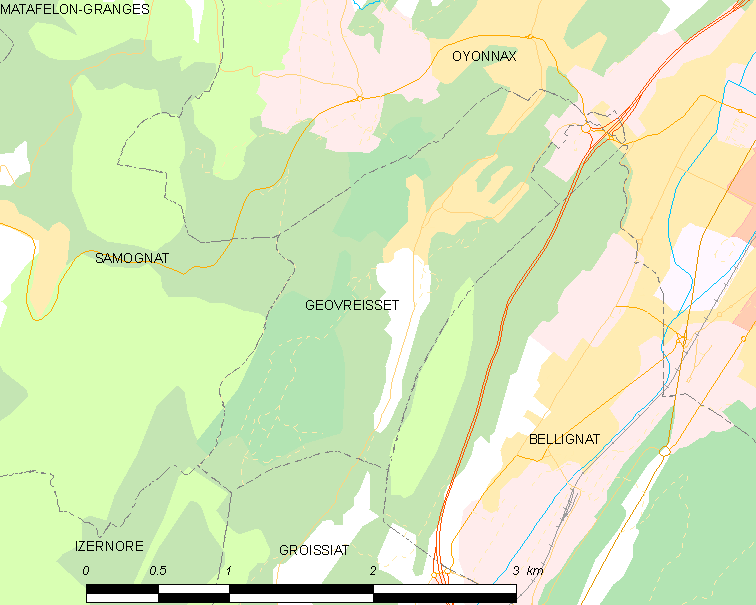
热奥夫雷塞的OSM定位图

热奥夫雷塞的时区为UTC+01:00、UTC+02:00（夏令时）。

## 行政
热奥夫雷塞的邮政编码为01100，INSEE市镇编码为01171。

## 政治
热奥夫雷塞所属的省级选区为楠蒂阿县。

## 人口

1962-2008年间热奥夫雷塞人口变化图示

热奥夫雷塞于2022年1月1日时的人口数量为843人。